# الجيش البيزنطي (العصر الكومنيني)
الجيش البيزنطي في العصر الكومنيني أو الجيش الكومنيني، هو القوة التي أسسها الإمبراطور البيزنطي ألكسيوس الأول كومنينوس خلال أواخر القرن الحادي عشر وبداية القرن الثاني عشر، وأكمله من بعده خلفاؤه يوحنا الثاني كومينونس ومانويل الأول كومنينوس خلال القرن الثاني عشر. انطلاقًا من الضرورة التي تبعت الخسارة الإقليمية واسعة النطاق والهزيمة شبه الكارثية على يد النورمان في جنوب إيطاليا في ديراشيون عام 1081، بنى ألكسيوس جيشًا جديدًا من الألف إلى الياء. كان هذا الجيش مختلفًا بشكل كبير عن الأشكال السابقة للجيش البيزنطي، خاصةً في الأساليب المستخدمة في تجنيد الجنود وإعالتهم. تميز هذا الجيش باعتماده الزائد على القدرات العسكرية للبلاط الإمبراطوري المباشر، وعلى أقارب السلالة الحاكمة والأرستقراطية البيزنطية الحاكمة. كانت أحد العناصر الأخرى المميزة للجيش الجديد هو التوسع في توظيف قوات المرتزقة الأجانب وتنظيمهم في وحدات أكثر ديمومة. من ناحية ثانية، تتضح استمرارية المعدات والتجهيزات، وتنظيم الوحدات والتكتيكات والاستراتيجية منذ البداية. كان الجيش الكومنيني يلعب دورًا أساسيًا في خلق السلامة الإقليمية والاستقرار، الأمر الذي مكنه من استعادة الامبراطورية البيزنطية من جديد. انتشر هذا الجيش في البلقان، وإيطاليا، وهنغاريا، وروسيا، والأناضول، وسوريا، والأراضي المقدسة ومصر.

## مقدمة
في بداية الحقبة الكومنينية في عام 1081، تقلّصت الإمبراطورية البيزنطية إلى أصغر مدى إقليمي في تاريخها. بدت الآفاق المستقبلية للإمبراطورية قاتمةً، لأنها كانت مُحاطةً بالأعداء ومُدمرة ماليًا نتيجة فترة طويلة من الحرب الأهلية. كانت تقف الدولة عزلاء أمام التهديدات الداخلية والخارجية، لأن الجيش البيزنطي أصبح أضعف من ذي قبل.  خلال القرن الحادي عشر، قلّصت عقود من السلام والإهمال القوى الموضوعية القديمة، ودمرت الفوضى السياسية والعسكرية التي تبعت معركة مانزيكيرت في عام 1071 وحدة تاغماتا العسكرية الإمبراطورية الاحترافية، وهي جوهر قوة الجيش البيزنطي. في معركة مانزيكيرت، سُحقت الوحدات التي تعود سلالتها منذ قرون مضت إلى الإمبراطورية البيزنطية، وقد جردت الخسارة اللاحقة للأناضول الإمبراطورية من أساس التجنيد الرئيسي. في البلقان، تعرضت الإمبراطورية في الوقت نفسه إلى غزوات من المملكة النورمية في صقليا، وإلى أنشطة توسعية لإمارة ديوكليا (دوكليا) وإلى غارات بجناك عبر نهر الدانوب.
مثّلت معركة ديناشيون في عام 1801 ناقوس الموت بالنسبة للجيش البيزنطي التقليدي، حيث هُزم أليكسيوس الأول شر هزيمة على يد النورمان في جنوب إيطاليا. وصل الجيش البيزنطي إلى أسوأ حالاته بوصفه قوة قتالية احترافية، عندما تمكن ألكسيوس من سَوق 500 جندي فقط إلى الميدان من الجنود النظاميين للإمبراطورية. شكّل هؤلاء نواة الجيش، إضافة إلى الخدم المسلحين لأقارب ألكسيوس والنبلاء المجندين في الجيش، إلى جانب المساعدة الكبيرة من قوة كبيرة من شعب الكومان الحلفاء، والذين انتصروا في معركة ليفونيون ضد البجناك. مع ذلك، وبمساعدة مزيج من الموارد المالية المُحسنة والمهارات والتصميم، وسنوات من الحملات العسكرية، تمكن ألكسيوس، وجون ومانويل كومنينوس من استعادة قوة الإمبراطورية البيزنطية، وبناء جيش جديد من خلال هذه العملية. مع ذلك، لا ينبغي اعتبار هذه التطورات، على الأقل في مراحلها السابقة، على أنها تدريبات مُخطط لها في إعادة الهيكلة العسكرية. بشكل خاص، كان ألكسيوس الأول غالبًا يختصر التفاعل مع هذه الأحداث بدلًا من السيطرة عليها، وكانت التغييرات التي قام بها في الجيش البيزنطي نابعة في معظمها من الضرورة المباشرة، وعمليةً في طبيعتها.
كانت القوة الجديدة مؤلفة من مجموعة وحدات رئيسية مهنية ومنضبطة. تضمنت وحدات حرّاس مثل الفارانجيون والفيستارياتي والفاداريوتاي إلى جانب الأركونتوبولي (جنّد ألكسيوس الأخيرة من أبناء الضباط البيزنطيين القتلى)، وأفواج من المرتزقة الأجانب إضافة إلى وحدات من الجنود المحترفين المجندين في المقاطعات. تضمنت هذه القوات الإقليمية فرسان الكاتافراكت من مقدونيا، وثيساليا وتراقيا إضافةً إلى قوات إقليمية أخرى متنوعة. إلى جانب القوات التي جمعتها الدولة ودفعت لها، فقد شمل الجيش الكومنيني الأتباع المسلحين من أعضاء الأسرة الإمبراطورية الأوسع، واتصالاتها الواسعة، والأرستقراطية الإقليمية(داينتوا). يمكن من خلال ذلك ملاحظة بداية تكثيف الإقطاع في الجيش البيزنطي.
تتميز الحقبة الكومنينية، على الرغم من الحرب المستمرة تقريبًا، بافتقارها لكتابة الأطروحات العسكرية، والتي يبدو أنها تلاشت خلال القرن الحادي عشر. لذلك، وعلى عكس الفترات السابقة، لا يوجد توصيفات مفصلة للأساليب البيزنطية والمعدات العسكرية. يجب استخلاص المعلومات الخاصة بالمسائل العسكرية من التعليقات العابرة في الأدبيات التاريخية والسيرة الذاتية المعاصرة، ومن مديح البلاط الملكي والأدلة التصويرية.